# チャレンジカップ競走
チャレンジカップ競走（チャレンジカップきょうそう）（英語名称：CHALLENGE CUP）は、ボートレースのSG競走の1つ。

## 概要
本競走は賞金王決定戦→グランプリおよびそのシリーズ戦への出場をかけた最終トライアル競走として位置づけられている。優勝賞金は3700万円（第28回／2025年より）。
売上低迷打開策の1つとして1998年（平成10年）より「競艇王チャレンジカップ競走」の名称で創設され、2010年の第13回大会より現在の名称となる。最も新しく設立されたSG競走である。
2014年の第17回大会からは、女子ボートレーサーを対象としたGII競走として新設された「レディースチャレンジカップ」との並行開催となったため、出場者が賞金ランキング上位34名に変更された。

### 出場資格
出典
1月1日から10月31日迄の獲得賞金上位者。賞金王決定戦競走（ボートレースグランプリ）以外のSG競走の中では唯一優先出場権を設けていない。つまり前年のボートレースグランプリで優勝戦に進出していても前年に本競走を制しても直前のSG競走である国土交通大臣旗争奪全日本選手権競走（ボートレースダービー）を制しても1月1日から10月31日迄に賞金獲得上位に入れなければ出場権が与えられない。なお、以下の場合は、選出除外とし、または出場を取り消す。
- 選出除外
  - 前々回（2年前）の本競走から開催年のボートレースダービーの優勝戦で選手責任事由によるスタート事故を起こした選手。
  - 前回（前年）の本競走から開催年のボートレースダービーの準優勝戦及び前年の賞金王決定戦の「トライアル（1st・2ndとも）・順位決定戦」で選手責任事由によるスタート事故を起こした選手。
  - 褒賞懲戒規程による出場停止処分を受けた選手、斡旋保留処分を受けている者は要件を満たしていても除外される。

## 歴代優勝者
出典はボートレースオフィシャルウェブサイトにあるチャレンジカップの各回ページより。
| 回数 | 開催年             | 優勝戦日 | 開催場 | 優勝者     | 優勝者   | 優勝者 | 優勝者        | 優勝者 | 優勝者 | 優勝者   |
| 回数 | 開催年             | 優勝戦日 | 開催場 | 選手名     | 登録番号 | 年齢   | 住所 所属支部 | 枠番   | コース | 決まり手 |
| ---- | ------------------ | -------- | ------ | ---------- | -------- | ------ | ------------- | ------ | ------ | -------- |
| 1    | 1998年（平成10年） | 11月29日 | 平和島 | 江口晃生   | 3159     | 33     | 群馬          | 1      | 2      | 差し     |
| 2    | 1999年（平成11年） | 11月28日 | 平和島 | 今垣光太郎 | 3388     | 30     | 石川          | 6      | 4      | 差し     |
| 3    | 2000年（平成12年） | 11月26日 | 住之江 | 濱野谷憲吾 | 3590     | 27     | 東京          | 1      | 1      | 逃げ     |
| 4    | 2001年（平成13年） | 11月25日 | 児島   | 西島義則   | 3024     | 40     | 広島          | 5      | 2      | 差し     |
| 5    | 2002年（平成14年） | 12月1日  | 津     | 植木通彦   | 3285     | 34     | 福岡          | 1      | 1      | 逃げ     |
| 6    | 2003年（平成15年） | 11月30日 | びわこ | 烏野賢太   | 3304     | 35     | 徳島          | 1      | 1      | 逃げ     |
| 7    | 2004年（平成16年） | 11月28日 | 児島   | 田村隆信   | 4028     | 26     | 徳島          | 4      | 4      | 差し     |
| 8    | 2005年（平成17年） | 11月27日 | 芦屋   | 上瀧和則   | 3307     | 37     | 佐賀          | 1      | 1      | 逃げ     |
| 9    | 2006年（平成18年） | 11月26日 | 丸亀   | 三嶌誠司   | 3541     | 38     | 香川          | 1      | 1      | 逃げ     |
| 10   | 2007年（平成19年） | 11月25日 | 浜名湖 | 湯川浩司   | 4044     | 28     | 大阪          | 1      | 1      | 逃げ     |
| 11   | 2008年（平成20年） | 11月30日 | 浜名湖 | 坪井康晴   | 3959     | 31     | 静岡          | 1      | 1      | 逃げ     |
| 12   | 2009年（平成21年） | 11月29日 | 常滑   | 原田幸哉   | 3779     | 34     | 愛知          | 1      | 2      | 抜き     |
| 13   | 2010年（平成22年） | 11月28日 | 唐津   | 今垣光太郎 | 3388     | 41     | 石川          | 1      | 1      | 逃げ     |
| 14   | 2011年（平成23年） | 11月27日 | 大村   | 田村隆信   | 4028     | 33     | 徳島          | 1      | 1      | 逃げ     |
| 15   | 2012年（平成24年） | 11月25日 | 児島   | 平尾崇典   | 3822     | 40     | 岡山          | 1      | 1      | 逃げ     |
| 16   | 2013年（平成25年） | 11月24日 | 津     | 森高一真   | 4030     | 35     | 香川          | 1      | 1      | 逃げ     |
| 17   | 2014年（平成26年） | 11月30日 | 下関   | 太田和美   | 3557     | 41     | 大阪          | 1      | 1      | 逃げ     |
| 18   | 2015年（平成27年） | 11月29日 | 芦屋   | 笠原亮     | 4019     | 35     | 静岡          | 1      | 1      | 逃げ     |
| 19   | 2016年（平成28年） | 11月27日 | 大村   | 石野貴之   | 4168     | 34     | 大阪          | 1      | 1      | 逃げ     |
| 20   | 2017年（平成29年） | 11月26日 | 下関   | 毒島誠     | 4238     | 33     | 群馬          | 1      | 1      | 逃げ     |
| 21   | 2018年（平成30年） | 11月25日 | 芦屋   | 馬場貴也   | 4262     | 34     | 滋賀          | 1      | 1      | 逃げ     |
| 22   | 2019年（令和元年） | 11月24日 | 桐生   | 石野貴之   | 4168     | 37     | 大阪          | 1      | 1      | 逃げ     |
| 23   | 2020年（令和2年）  | 11月29日 | 蒲郡   | 毒島誠     | 4238     | 36     | 群馬          | 1      | 1      | 逃げ     |
| 24   | 2021年（令和3年）  | 11月28日 | 多摩川 | 辻栄蔵     | 3719     | 46     | 広島          | 1      | 1      | 抜き     |
| 25   | 2022年（令和4年）  | 11月27日 | 鳴門   | 深谷知博   | 4524     | 34     | 静岡          | 6      | 6      | 抜き     |
| 26   | 2023年（令和5年）  | 11月26日 | 三国   | 片岡雅裕   | 4459     | 37     | 香川          | 1      | 1      | 逃げ     |
| 27   | 2024年（令和6年）  | 11月24日 | 下関   | 河合佑樹   | 4494     | 37     | 静岡          | 1      | 1      | 逃げ     |

※第23回・第24回は、新型コロナウイルス（COVID-19）の感染拡大防止の為、開催地が立地する地域の在住者を対象とした事前抽選による入場制限を実施（第23回はボートレース蒲郡が立地する愛知県と、隣接する岐阜県・三重県・静岡県在住者が対象、第24回はボートレース多摩川が立地する東京都の在住者が対象）。

## 今後の開催予定
- 第28回大会 2025年（令和7年）11月25日 - 30日  ボートレース福岡[12]
- 第29回大会 2026年（令和8年）11月24日 - 29日  ボートレースとこなめ[13]